# Борислав Гидиков
Борислав Кръстев Гидиков е български щангист. Олимпийски и световен шампион.

## Биография
Роден е на 3 ноември 1965 г. в с. Мало Конаре, община Пазарджик. Учи в Средно спортно училище „Георги Бенковски“ в Пазарджик. Участва в младежкия национален отбор (1982). Състезателната му кариера е от 1979 година до 1990 година. До 1983 година е състезател на Хебър Пазарджик, а до 1990 - на Славия София. Гидиков става световен шампион за юноши през 1984 година в Линяно Сабиадоро, Италия. На следващата година става втори на планетата за юноши в Единбург, Шотландия.
Привлечен е в мъжкия национален отбор от Иван Абаджиев. Първото му голямо състезание е турнирът „Дружба“, където заема четвърто място в категория до 67,5 кг. (1983). Световен вицешампион (1986) и шампион от Острава (1987). На европейски първенства е втори (1986) и трети (1987). Става трети във финала на Световната купа през 1987 година в Сеул. Тогава е поредният голям успех на българските щанги, защото призовата тройка е само от наши щангисти. Носител на трофея е Михаил Петров, втори е Александър Върбанов, а трети - Борислав Гидиков.Гидиков осен това печели златни медали на четири турнира за Световната купа - Варна 1985, Добрич 1986, Пазарджик 1987 и Пловдив 1988.
Печели златен медал от летните олимпийски игри в Сеул през 1988 г. в категория до 75 кг. Гидиков прави 6 сполучливи опита и побеждава Инго Щайнхофел от ГДР и Александър Върбанова, които остават съовтетно втори и трети. По-късно се отказва от спорта поради скъсано сухожилие. Генерален секретар на Българска федерация по вдигане на тежести (2012).